# Kalligudda, Hungund
Kalligudda là một làng thuộc tehsil Hungund, huyện Bagalkot, bang Karnataka, Ấn Độ.